# Schweinchen Babe in der großen Stadt
Schweinchen Babe in der großen Stadt (Originaltitel Babe: Pig in the City) ist eine australische Filmkomödie von George Miller aus dem Jahr 1998. Sie ist eine Fortsetzung des Films Ein Schweinchen namens Babe aus dem Jahr 1995 und basiert auf den Figuren von Dick King-Smith.

## Handlung
Nach dem von Babe gewonnenen Wettbewerb erhält Arthur Hoggett zahlreiche lukrative Angebote für Auftritte mit dem Schwein, doch aus Bescheidenheit und weil er keinen Rummel haben möchte, lehnt er alle ab.
Als Folge eines von Babe verschuldeten Unfalls wird der Farmer wenig später so schwer verletzt, dass seine Frau Esme die Farm übernehmen muss. Esme und Babe begeben sich in eine Großstadt, um Geld aufzutreiben. Dort wird Esme verdächtigt, eine Drogenhändlerin zu sein, und nach einer Rangelei mit Punks von der Polizei verhaftet. Esme und Babe verpassen ihren Flug für die Weiterreise und kommen vorerst in einem Hotel unter, das einer tierliebenden Frau gehört. Die Hotelbesitzerin hat aus Mitleid viele der Straßentiere der Stadt in ihrem Hotel aufgenommen und hält sie aus Angst vor Beschwerden der Nachbarn beim Gewerbeaufsichtsamt im Haus versteckt.
Durch einen weiteren Unfall von Babe werden Esme und die Besitzerin gezwungen, zu gehen und so bleiben an die 200 Straßentiere allein in dem Hotel zurück. Die hungernden Tiere schreien nach Essen und werden damit von verärgerten Nachbarn entdeckt, die wiederum sofort die Polizei alarmieren. Die Tiere werden alle in ein Tierheim gebracht, nur Babe und zwei seiner tierischen Freunde können entkommen. Babe rettet die Tiere aus ihrer Gefangenschaft und alle Tiere kommen auf der Farm unter. Auch die ehemalige Hotelbesitzerin lebt von da an auf der Farm.

## Entstehung und Veröffentlichung
| Figur            | Darsteller        | Deutscher Sprecher | Österreichischer Sprecher |
| ---------------- | ----------------- | ------------------ | ------------------------- |
| Babe             | Elizabeth Daily   | Anne Helm          | Ulrike Beimpold           |
| Ferdinand (Ente) | Danny Mann        | Michael Pan        | Andy Woerz                |
| Arthur Hoggett   | James Cromwell    | Gerhard Paul       | Dietrich Siegl            |
| Mrs. Hoggett     | Magda Szubanski   | Sonja Deutsch      | Martina Heim              |
| Erzähler         | Roscoe Lee Browne | Michael Chevalier  | Florentin Groll           |

Der Film wurde in New South Wales, darunter in Sydney, gedreht. Seine Produktionskosten betrugen schätzungsweise 80 Millionen US-Dollar. Der Film spielte in den Kinos der USA ca. 18,3 Millionen US-Dollar ein und ca. 50,8 Millionen US-Dollar in den anderen Ländern.
Die österreichische Synchronisation wurde 1998 im Tonstudio Holly in Wien angefertigt. Wie beim Vorgänger gibt es auch eine Schweizer Synchronfassung.

## Rezeption
Schweinchen Babe in der großen Stadt erhielt ein eher gutes Presseecho, was sich auch in den Auswertungen US-amerikanischer Aggregatoren widerspiegelt. So erfasst Rotten Tomatoes mehrheitlich positive Besprechungen und ordnet den Film dementsprechend als „Frisch“ ein. Laut Metacritic fallen die Bewertungen im Mittel „Grundsätzlich Wohlwollend“ aus.
Roger Ebert schrieb in der Chicago Sun-Times vom 25. November 1998, dass die Fortsetzung dem Vorgängerfilm gerecht werde. Der Film mache es richtig, dass er sich auf die tierischen Charaktere konzentriere, neue Charaktere einführe und die Handlung des ersten Films nicht wieder aufwärme. Ebert lobte stark die Bilder der fiktiven Stadt, die er zwischen den fiktiven Städten aus Metropolis und Dark City zu den „großartigen“ hinzurechnete. Er würde den ersten Film mögen, aber diesen Film möge er mehr.
James Berardinelli sah eine „würdige“ Fortsetzung, die aber nicht an den ersten Teil – „einen der einfallsreichsten Familienfilme des Jahrzehnts“ –  heranreiche:

„… in der großen Stadt schlägt etwas düsterere Töne an als Schweinchen Babe [… und] sollte so bezaubern wie das Original, während sich die Geschichte in neue und andere Gefilde begibt.“

Rita Kempley schrieb in der Washington Post vom 25. November 1998, die Komödie sei „dunkel“; zwar „filmkünstlerisch großartig“ aber emotional „grauenvoll“. Man zeige unangenehme Realitäten wie Obdachlosigkeit, das Hungern und versuchten Kindesmord.
Randy Newman wurde im Jahr 1999 für den von Peter Gabriel gesungenen Song That’ll Do für den Oscar nominiert. Randy Newman wurde für That’ll Do außerdem zusammen mit den Spezialeffekten 1999 für den Golden Satellite Award nominiert. Die Spezialeffekte wurden außerdem 1999 für den BAFTA Award nominiert. Der Film wurde 1999 als Bester Fantasyfilm für den Saturn Award nominiert.
Myles Jeffrey gewann 1999 den YoungStar Award. Er und der Film wurden 1999 für den Young Artist Award nominiert. Die Figur von Babe wurde 1999 für den Kids’ Choice Award nominiert. Andrew Lesnie wurde 1999 für die Kameraarbeit für den Chlotrudis Award nominiert. Der Film wurde 1999 für den Tonschnitt für den Golden Reel Award nominiert.